# Marek (papież)
Marek, łac. Marcus, cs. Swiatitiel Mark, papa Rimskij (ur. w Rzymie, zm. 7 października 336 tamże) – święty Kościoła katolickiego oraz prawosławnego, 34. papież w okresie od 18 stycznia 336 do 7 października 336.

## Życiorys
Marek był Rzymianinem, synem Gajusza Pryskusa.
Niewiele można powiedzieć o pontyfikacie tego papieża, bo rządził kościołem jedynie przez 9 miesięcy. Jest utożsamiany z Markiem, wspominanym przez Konstantyna Wielkiego w liście z 313 roku do papieża Milcjadesa. Marek jako papież, ustanowił biskupa Ostii konsekratorem kolejnych biskupów Rzymu. Jednak nieprawdą jest jakoby Marek miał nadać paliusz biskupowi Ostii. Z inicjatywy Marka wybudowano bazylikę nazwaną jego imieniem Titulus Marci, której tytuł później zmieniono na św. Marka Ewangelisty.
Wzniósł również bazylikę na cmentarzu św. Balbiny przy Via Ardeatina (ruiny przetrwały do XVII w.), gdzie po śmierci został pochowany. Później jego relikwie przeniesiono do bazyliki św. Marka.
Jego wspomnienie liturgiczne jest obchodzone 7 października i 20 października w Cerkwi prawosławnej.